# San Francesco in estasi (Giotto)
San Francesco in estasi è la dodicesima delle ventotto scene del ciclo di affreschi delle Storie di san Francesco della Basilica superiore di Assisi, attribuiti a Giotto. Fu dipinta verosimilmente tra il 1295 e il 1299 e misura 230x270 cm.

## Descrizione e stile
Questo episodio appartiene alla serie della Legenda maior (X,4) di san Francesco: "Come il beato Francesco, pregando un giorno fervidamente, fu scorto dai frati levarsi da terra con tutto il corpo, con le mani protese; e una fulgidissima nuvoletta risplendette intorno a lui."
Notevole è la costruzione della scena secondo linee ascensionali che evidenziano la salita del frate su una nuvola verso Dio, che si sporge dall'angolo in alto a destra, piegandosi per benedirlo. Anche in questo caso, come in altre scene, i gruppi sono orchestrati con l'aiuto dell'architettura dello sfondo, con una grande porta cittadina, fatta di volumi cubici e colorati, che torreggia dietro al gruppo dei frati e Francesco, isolato, che si staglia contro il cielo, in una posa che ricorda la crocifissione. Il vivace gesticolare dei frati e alcune notazioni naturalistiche (come i sandali) dimostrano la nuova presa di possesso della realtà da parte del pittore. A destra invece una collinetta con alberi segna una sintetica notazione naturalistica, forse allusione al Monte Tabor o alla Verna.
La stesura è in gran parte riferita ad aiuti, secondo gli stessi Gnudi che dipinsero la Pentecoste e l'Ascensione nel registro superiore della controfacciata. I fautori della tesi del "non Giotto" registrano come gli incarnati, in questa scena come in quelle vicine, siano diversi da quelli solitamente dipinti dal pittore fiorentino, facendo piuttosto il nome del "secondo capobottega", forse il romano Pietro Cavallini.

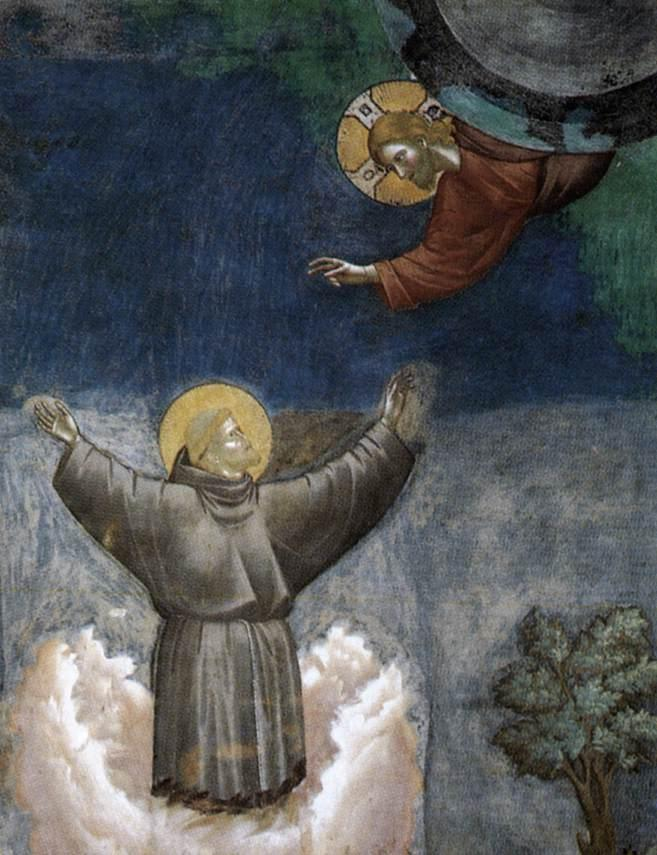
Dettaglio